# Neurey-lès-la-Demie
Neurey-lès-la-Demie é uma comuna francesa na região administrativa de Borgonha-Franco-Condado, no departamento de Alto Sona. Estende-se por uma área de 9,7 km². Em 2010 a comuna tinha 344 habitantes (densidade: 35,5 hab./km²).